# MVP w fazie play-off Western Hockey League
MVP w fazie play-off Western Hockey League (ang. WHL Playoff MVP, wcześniej AirBC Trophy) – nagroda przyznawana każdego sezonu dla MVP play-off Western Hockey League. 

## Lista nagrodzonych
- 2017: Mathew Barzal, Seattle Thunderbirds
- 2016: Nolan Patrick, Brandon Wheat Kings
- 2015: Leon Draisaitl, Kelowna Rockets
- 2014: Griffin Reinhart, Edmonton Oil Kings
- 2013: Ty Rattie, Portland Winterhawks
- 2012: Laurent Brossoit, Edmonton Oil Kings
- 2011: Nathan Lieuwen, Kootenay Ice
- 2010: Martin Jones, Calgary Hitmen
- 2009: Tyler Myers, Kelowna Rockets
- 2008: Tyler Johnson, Spokane Chiefs
- 2007: Matt Keetley, Medicine Hat Tigers
- 2006: Gilbert Brulé, Vancouver Giants
- 2005: Shea Weber, Kelowna Rockets
- 2004: Kevin Nastiuk, Medicine Hat Tigers
- 2003: Jesse Schultz, Kelowna Rockets
- 2002: Duncan Milroy, Kootenay Ice
- 2001: Shane Bendera, Red Deer Rebels
- 2000: Dan Blackburn, Kootenay Ice
- 1999: Brad Moran, Calgary Hitmen
- 1998: Brent Belecki, Portland Winter Hawks
- 1997: Blaine Russell, Lethbridge Hurricanes
- 1996: Bobby Brown, Brandon Wheat Kings
- 1995: Nolan Baumgartner, Kamloops Blazers
- 1994: Steve Passmore, Kamloops Blazers
- 1993: Andrew Schneider, Swift Current Broncos
- 1992: Jarrett Deuling, Kamloops Blazers